# Bijeli lotos (1. sezona)
Prva sezona američke televizijske serije Bijeli lotos sastoji se od šest epizoda, a prikazivala se od 11. srpnja do 15. kolovoza 2021. na HBO-u.

## Radnja
Radnja prve sezone serije smještena je u luksuzni havajski hotel gdje se tijekom tjedan dana isprepliću životi gostiju i osoblja hotela. Serija počinje na aerodromu, nakon što je jedno ubojstvo već počinjeno, a zatim vraća gledatelja unatrag kako bi ispričala događaje koji su mu prethodili. Među gostima su disfunkcionalna obitelj Mossbacher, tek vjenčani par Rachel i Shane te usamljena Tanya, dok osoblje predvodi menadžer Armond.

## Uloge
- Murray Bartlett  kao Armond
- Connie Britton  kao Nicole Mossbacher
- Jennifer Coolidge  kao Tanya McQuoid
- Alexandra Daddario  kao Rachel Patton
- Fred Hechinger  kao Quinn Mossbacher
- Jake Lacy  kao Shane Patton
- Brittany O'Grady  kao Paula
- Natasha Rothwell  kao Belinda Lindsey
- Molly Shannon  kao Kitty Patton
- Sydney Sweeney  kao Olivia Mossbacher
- Steve Zahn  kao Mark Mossbacher

## Epizode
Vidi još: Popis epizoda serije Bijeli lotos
| 1. | 1. | "Arrivals"           | Mike White | Mike White | 11. srpnja 2021.   | [ 2 ] |
| Radnja počinje u zračnoj luci u Honoluluu, gdje Shane sam čeka let nakon boravka u hotelu The White Lotus, iz kojeg je netko nedavno vraćen u lijesu. Tjedan dana ranije, skupina gostiju stiže brodom u luksuzno havajsko odmaralište, uključujući bračni par Shane i Rachel, obitelj Mossbacher te studentice Oliviju i Paulu. Upravitelj Armond i pripravnica Lani dočekuju goste; Lani je na svom prvom radnom danu i trudna je. Shane nije zadovoljan smještajem jer je očekivao bolji apartman, a Armond pokušava prikriti grešku u rezervaciji. Olivia i Paula otvoreno sumnjaju u Rachel i njezinu nedavnu udaju za Shanea. Gošća Tanya donosi pepeo pokojne majke i traži emocionalni mir kroz tretmane koje vodi spa terapeutkinja Belinda. Nicole Mossbacher potiče supruga Marka da se zbliži sa sinom Quinnom usred vlastite zdravstvene tjeskobe. |    |                      |            |            |                    |       |
| 2. | 2. | "New Day"            | Mike White | Mike White | 18. srpnja 2021.   | [ 3 ] |
| Lani je tijekom noći rodila u Armondovu uredu, a Armond osjeća krivnju jer je morala raditi unatoč trudnoći; priznaje Belindi da se bori s apstinencijom nakon pet godina trijeznosti. Rachel razmatra prihvatiti novinarski zadatak tijekom medenog mjeseca, što izaziva Shaneovo negodovanje, dok Tanya sve više ovisi o masažama i emocionalnoj podršci spa terapeutkinje Belinde, koju poziva na večeru. Rachel se savjetuje s Nicole o krizi identiteta i karijere, no razgovor završava napeto kada Nicole prepozna Rachel kao autoricu članka koji ju je, po njezinu mišljenju, diskreditirao. Tanya nudi Belindi financiranje vlastitog wellness biznisa, dok Shane pokušava novcem odvratiti Rachel od rada. Olivia traži izgubljeni ruksak s drogom, koji je zapravo završio kod Armonda, koji se počinje drogirati. Mark saznaje da nema rak i dijeli emotivni govor o zahvalnosti, no njegova obitelj ostaje ravnodušna. |    |                      |            |            |                    |       |
| 3. | 3. | "Mysterious Monkeys" | Mike White | Mike White | 25. srpnja 2021.   | [ 4 ] |
| Olivia otkriva da Paula noću izlazi iz sobe, što potvrđuje Paulinu vezu s osobljem hotela, iako to i dalje poriče. Quinn ostaje bez digitalne opreme nakon što mu se uređaji smoče, dok Tanya planira ceremoniju raspršivanja pepela svoje majke i pokušava otvoriti urnu. Rachel preispituje temelje braka sa Shaneom, koji traži pomoć od Armonda u organizaciji romantične večere na brodu. Istovremeno, Belinda razgovara sa sinom i promišlja o prilici koju joj nudi Tanya, dok Armonda zatiče kako spava u autu. Na brodu dolazi do sukoba planova – Shane i Rachel očekuju večeru, a Tanya započinje obred za majku, kojem se pridružuje i Belinda. Tenzije kulminiraju kada Tanya postaje emocionalno nestabilna tijekom govora, a Rachel ostaje sve više nezadovoljna brakom. Mark provodi dan razmišljajući o očevoj seksualnosti i vodi osoban razgovor s Armondom, dok Nicole ignorira njegove potrebe. |    |                      |            |            |                    |       |
| 4. | 4. | "Recentering"        | Mike White | Mike White | 1. kolovoza 2021.  | [ 5 ] |
| Paula provodi večer s Kaiem, članom hotelskog osoblja, koji joj otkriva posljedice kolonizacije i komercijalizacije Havaja na lokalno stanovništvo. Armond, i dalje u osobnoj krizi, viđen je kako se tušira u ženskoj svlačionici, a kasnije zadržava dio droge iz ruksaka koji vraća Oliviji i Pauli. Rachel izražava želju za karijernim zaokretom prema neprofitnom sektoru, no Shane ju ne sluša i fokusiran je na osvete Armondu zbog prethodne pogreške. Napetosti rastu dolaskom Shaneove majke Kitty, koja omalovažava Rachel i sugerira joj da se ostvari kroz društveni angažman preko elitnih krugova. Tanya dobiva poziv na večeru od gosta Grega, čime zanemaruje prethodni poslovni dogovor s Belindom. Obiteljska večera Mossbachera dodatno se zakomplicira sukobima između Marka, Nicole, Olivije i Quinna, uključujući Markovo priznanje o preljubu. Epizoda kulminira kada Shane zatekne Armonda u seksualnom odnosu s kolegom Dillonom, a tu informaciju koristi kao potencijalni alat za osvetu. |    |                      |            |            |                    |       |
| 5. | 5. | "The Lotus-Eaters"   | Mike White | Mike White | 8. kolovoza 2021.  | [ 6 ] |
| Epizoda započinje večernjim susretom Paule i Kaija u praznoj hotelskoj sobi. Kai joj poklanja ogrlicu i predlaže da ostane s njim, no Paula odbija te umjesto toga nudi pomoć. Istovremeno, Tanya i Greg prekidaju večer kada se Greg naglo povlači zbog kašlja. Ujutro Quinn odlazi na vožnju kanuom s havajskim veslačima, sve više se udaljava od svoje obitelji i pronalazi unutarnji mir izvan digitalnog svijeta. Nicole proživljava emocionalni slom zbog Markovog ponovnog otvaranja teme o preljubu, a njihovi konflikti sve više izbijaju na površinu. Armond besplatno nudi luksuzni Pineapple apartman obitelji Patton, dok istovremeno zadržava privid profesionalnosti unatoč vlastitim problemima. Paula smišlja plan kako da dođe do šifre sefa u Mossbacherovoj sobi te nagovara Kaija da ih opljačka. Tijekom izleta brodom Mark priznaje Nicole da je Quinnu otkrio preljub ne bi li kod njega zadobio poštovanje, što dodatno uzrujava Nicole. U trenutku kad se vraća u sobu, Nicole nailazi na Kaija koji je u pokušaju krađe – on je obara, a Mark dolazi i fizički se sukobljava s Kaiem, no biva pretučen. Obitelj se kasnije ponovno okuplja i djeluje zbliženije nakon incidenta, dok se Paula, svjesna svoje odgovornosti, osjeća potpuno isključeno. Rachel sve više sumnja u svoj brak i govori Shaneu da je možda pogriješila udavši se za njega, no on to ignorira. Tanya se emocionalno otvara Gregu, iznoseći svoje strahove o napuštanju i traume iz djetinjstva, no on ostaje uz nju. Armond i Belinda večeraju zajedno, a Armond izražava frustraciju prema gostima i recitira poeziju. U završnici, Olivia aludira na nestalu Paulinu ogrlicu. |    |                      |            |            |                    |       |
| 6. | 6. | "Departures"         | Mike White | Mike White | 15. kolovoza 2021. | [ 7 ] |
| Na zadnji dan odmora, Olivia se suprotstavlja Pauli i pridružuje roditeljima, dok Quinn obznanjuje želju da ostane na Havajima i pridruži se ekspediciji veslača. Shane koristi priču o krađi kao izgovor za agresivnost, a Rachel priznaje Shaneu da sumnja u ispravnost braka. Armond saznaje da će biti smijenjen zbog Shaneovih pritužbi, uzima droge Paula i Olive, te kao osvetu ostavlja izmet u Shaneovom koferu. Shane, uvjeren da mu prijeti opasnost, napada Armoda nožem i teško ga ozljeđuje, nakon čega bježi bez pružanja pomoći. Tanya prekida vezu s Gregom, dok Belinda ostaje u hotelu nakon što je odbijena. Rachel, iako nezadovoljna, odlučuje ostati u braku sa Shaneom i spremna je napustiti otok s njim. Epizoda završava sukobom između Paule i Olivije, dok većina likova ostaje u svojim ulogama i obiteljskim dinamikama, osim Quinna koji se odlučuje na neizvjesnu budućnost. |    |                      |            |            |                    |       |

## Prijem
Benjamin Lee u svojoj recenziji za The Guardian ističe Bijeli lotos kao jednu od najuspješnijih i najneugodnijih serija 2021. godine, nazivajući je oštrom i preciznom društvenom satirom. Pohvaljuje scenarij Mikea Whitea zbog načina na koji bez zadrške prikazuje klasne i rasne napetosti kroz odnose između bogatih gostiju i hotelskog osoblja.
U svojoj recenziji za tportal, Zrinka Pavlić ističe Bijeli lotos kao „HBO-ov sezonski serijski vrhunac“, hvaleći scenarističku suptilnost Mikea Whitea koji „ne bježi od nelagode međuljudskih, međurasnih, međuklasnih i međuspolnih odnosa“. Pavlić naglašava da je serija „emotivnija i depresivnija“ od sličnih prikaza bogataških miljea.

### Nagrade
Prva sezona serije osvojila je brojne nagrade, uključujući Emmy za najbolju mini-seriju, najbolju režiju i scenarij (Mike White), te glumačke nagrade za Jennifer Coolidge i Murrayja Bartletta. Serija je bila nominirana za ukupno 20 Emmyja, uključujući više nominacija za sporedne glumačke uloge (Connie Britton, Sydney Sweeney, Jake Lacy, Natasha Rothwell, Alexandra Daddario). Osim toga, Coolidge je bila nominirana za Zlatni globus, a serija je ušla i među top 10 TV programa godine prema izboru AFI-ja.